# Robert F. Sink

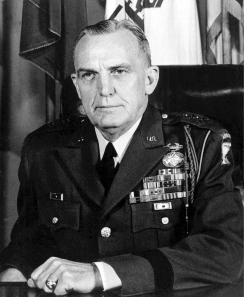
Generalleutnant Robert F. Sink

Robert Frederick Sink (* 3. April 1905 in Lexington, Davidson County, North Carolina; † 13. Dezember 1965 in Fort Bragg, North Carolina) war ein Generalleutnant der United States Army. Er kommandierte unter anderem die 3. Armee. In der Serie Band of Brothers, die die Easy Company des 2. Bataillons des 506. Luftlandeinfanterie-Regiments der 101. Luftlandedivision porträtiert, wurde er von Dale Dye dargestellt. Dieser sprach Sink auch in dem Videospiel Brothers in Arms: Hell's Highway. 

## Leben
In seinen jüngeren Jahren absolvierte er den für Offiziere in den niederen Rangstufen üblichen Dienst in verschiedenen Einheiten und Standorten. Die meisten Versetzungen erfolgten innerhalb der Vereinigten Staaten. Er war zwischenzeitlich aber auch in Puerto Rico und auf den Philippinen stationiert. Im Lauf der Jahre stieg mit seinen Beförderungen auch die Bedeutung seiner jeweiligen militärischen Funktion. So stieg er aus der Kompanieebene in die Regimentsebene auf.

### Frühe Karriere
Robert Sink besuchte die öffentlichen Schulen seiner Heimat und studierte dann ein Jahr lang an der Duke University. In den Jahren 1924 bis 1927 absolvierte er die United States Military Academy in West Point. Nach seiner Graduation wurde er am 14. Juni 1927 zum Second Lieutenant befördert und der Infanterie zugeteilt. Die Beförderung zum First Lieutenant erfolgte am 31. August 1933 und zum Captain am 13. Juni 1937.
Im Lauf seiner militärischen Karriere absolvierte Sink verschiedene Kurse und Schulungen. Dazu gehörten unter anderem die Army Chemical Warfare School (1932), die United States Army Infantry School (1935) und das National War College (1949).

### Zweiter Weltkrieg
Im Jahr 1940 wurde Sink Bataillonskommandeur beim 501. Infanterie-Regiment, einer Luftlandeeinheit und daraufhin am 31. Januar 1941 zum Major befördert. Es folgten Kommandos bei weiteren Bataillonen von Luftlandeeinheiten. Dabei war er selbst als Fallschirmspringer aktiv. Nach der Beförderung zum Lieutenant Colonel am 1. Februar 1942 kommandierte er ab Juli 1942 das 506. Luftlandeinfanterie-Regiment, mit dem er aktiv am Zweiten Weltkrieg teilnahm. Noch vor dem aktiven Kriegseintritt wurde er am 3. November 1942 zum Colonel befördert. Er war auf dem europäischen Kriegsschauplatz eingesetzt und nahm mit seiner Einheit unter anderem an den Operationen Overlord und Market Garden sowie an der Niederschlagung der deutschen Ardennenoffensive teil.

### Nachkriegszeit
Im August 1945 wurde Sink assistant division commander bei der 101. Luftlandedivision und zum Brigadier General befördert. Anschließend leitete er die Fakultät für Infanterie an der Militärakademie in Westpoint. Am 11. April 1948 wurde er zum Major General befördert. Ab Januar 1951, zur Zeit des Koreakriegs, gehörte er dem Stab der 7. Infanterie-Division an, die in Südkorea stationiert war. Nach einer Zwischenstation als Stabsoffizier bei der 11. Luftlandedivision wurde Sink mit dem Kommando über die 7. Panzerdivision betraut. Dieses Kommando hatte er zwischen Februar und November 1953 inne. Danach über nahm er den Oberbefehl über die 44. Infanterie-Division, ein Kommando, das er bis 1954 bekleidete.
Nach einer kurzen Verwendung als Stabsoffizier in Fort Bragg wurde Robert Sink im Jahr 1955 nach Rio de Janeiro versetzt. Dort war er Vorsitzender einer amerikanisch-brasilianischen Militärkommission und Leiter der Armeedelegation bei der Military Assistance Advisory Group für Brasilien. Von Mai 1957 bis Mai 1958 kommandierte Sink das XVIII. Luftlandekorps. Anschließend übernahm er das Kommando über das Strategic Army Corps und wurde am 8. September 1959 zum Lieutenant General befördert. Vom 18. Februar bis zum 4. März 1960 war er kommissarischer Kommandeur der 3. Armee. Sein letztes Kommando führt ihn in die Panamakanalzone, wo er die dort stationierten US-Truppen befehligte. Dieses Kommando legte er im Jahr 1961 aus gesundheitlichen Gründen nieder.
Robert Sink starb am 13. Dezember 1965 und wurde auf dem Nationalfriedhof Arlington beigesetzt.

## Orden und Auszeichnungen
Robert Sink erhielt im Lauf seiner militärischen Laufbahn unter anderem folgende Auszeichnungen:
- Combat Infantryman Badge
- Parachutist Badge
- Silver Star
- Legion of Merit
- Bronze Star Medal
- Air Medal
- Presidential Unit Citation
- American Defense Service Medal
- American Campaign Medal
- European-African-Middle Eastern Campaign Medal
- World War II Victory Medal
- Army of Occupation Medal
- National Defense Service Medal
- Korean Service Medal
- Distinguished Service Order (Großbritannien)
- Leopoldsorden (Belgien)
- Kriegskreuz (Belgien)
- Croix de Guerre (Frankreich)
- Bronzener Löwe (Niederlande)
- Republic of Korea Presidential Unit Citation (Südkorea)
- United Nations Korea Medal